# W Sextantis
W Sextantis är en halvregelbunden variabel av SR-typ i stjärnbilden Sextanten.
Stjärnan varierar mellan bolometrisk magnitud +10,3 och 12,5 med en period av 134 dygn.